# Андріяка Олександр Олександрович
Олекса́ндр Олекса́ндрович Андрія́ка (29 жовтня 1952, с. Губин, Чорнобильського району, Київської області — 19 червня 2019) — політичний діяч, народний депутат України 1-го скликання.

## Біографія
Народився 29 жовтня 1952 року, в селі Губин, Чорнобильський район Київської області, УРСР, в сім'ї робітників, українець. Освіта вища, за спеціальністю інженер-будівельник, закінчив Київський інженерно-будівельний інститут, Київську Вищу партійну школу.
1970 — студент Київського інженерно-будівельного інституту.
1975 — інженер, секретар комітету комсомолу на будівництві Чорнобильської АЕС.
1979 — перший секретар Чорнобильського РК ЛКСМУ.
Перший секретар Київського ОК ЛКСМУ.
1986 — заступник завідувача відділу будівництва Київського ОК КПУ.
1986 — учасник ліквідації наслідків аварії на Чорнобильській АЕС, та спорудження міста Славутича.
1988 — перший секретар Ірпіньського РК КПУ.
1990 — голова Ірпінської міської Ради народних депутатів, голова виконкому.
Член КПРС, член НДП.
Висунутий кандидатом у народні депутати трудовими колективами заводів «Ірпіньмаш», «Теплозвукоізоляція», санаторіїв «Зірка», «Україна».
18 березня 1990 року обраний народним депутатом України, 2-й тур 52,26 % голосів, 5 претендентів.
До груп, фракцій не входив.
- Київська область
- Ірпінський виборчий округ № 212
- Дата прийняття депутатських повноважень: 15 травня 1990 року.
- Дата припинення депутатських повноважень: 10 травня 1994 року.

Член Комісії Верховної Ради України у справах молоді.
Одружений, має двох дітей.